# Mount Lahaye
Mount Lahaye är ett berg i Antarktis. Det ligger i Östantarktis. Norge gör anspråk på området. Toppen på Mount Lahaye är 2 475 meter över havet.
Terrängen runt Mount Lahaye är platt åt sydväst, men åt nordost är den kuperad. Trakten är obefolkad. Det finns inga samhällen i närheten.